# Piłka (gmina Herby)
Piłka (niem. Piela) – osada w Polsce, położona w województwie śląskim, w powiecie lublinieckim, w gminie Herby.
Do 2008 roku część wsi Chwostek.
W latach 1975–1998 miejscowość administracyjnie należała do województwa częstochowskiego.

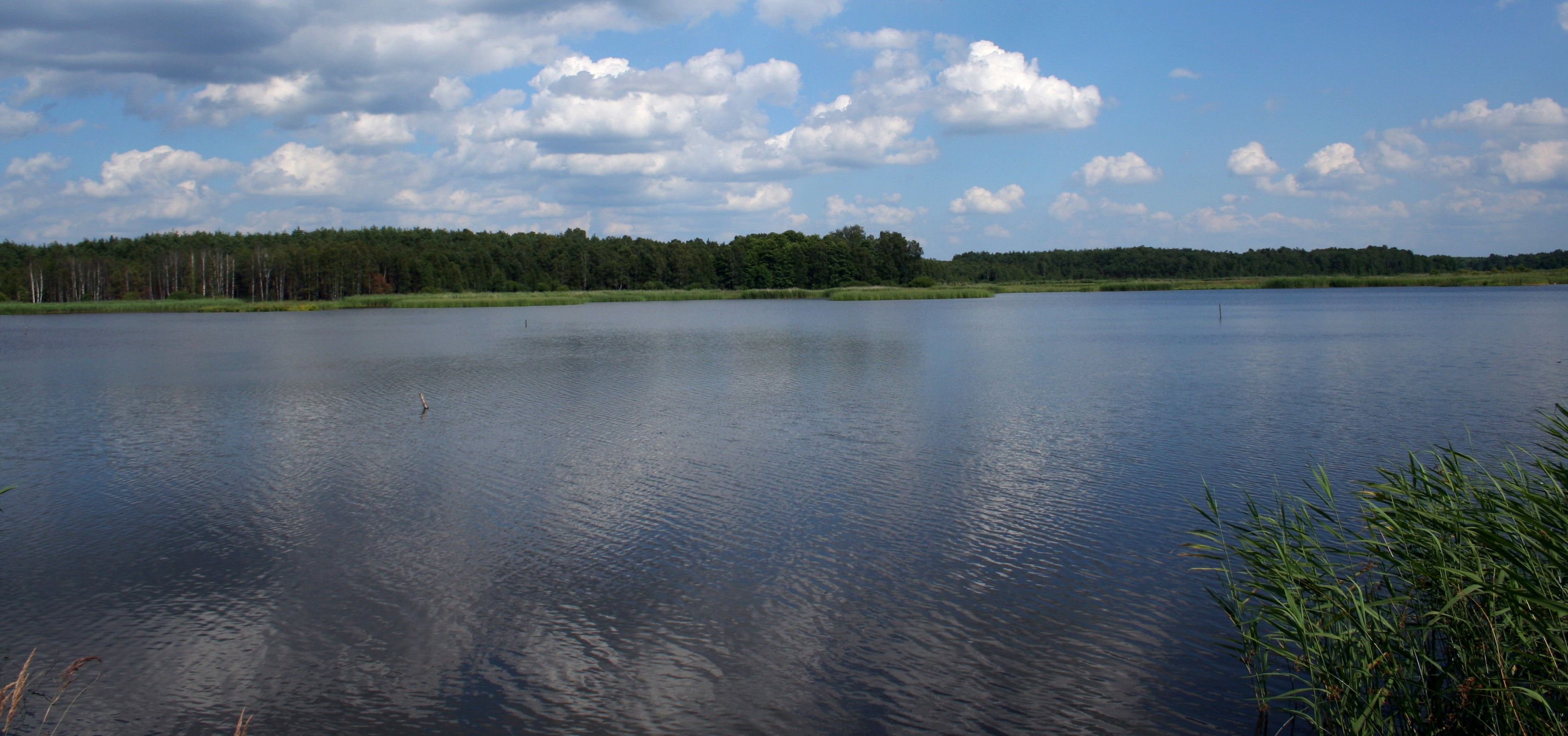
Staw w Piłce